# Ljudje z rdečim nebom
Ljudje z rdečim nebom je roman Nade Matičič, ki se dogaja v času druge svetovne vojne. Obsega 22 poglavij ter 150.000 besed.

## Zgodba
Ugleden, eleganten arhitekt Evgen Ravnikar in njegova žena Eva Polakova, ki je židovskega porekla, v svoji "veliki hiši" prirejata razkošne zabave, katerih se udeležujejo sami pomembni gostje iz Bistre. V izbrano družbo pa nikakor ne spada reven kmečki narod, kamor sodi tudi Evina družina iz Sadjarske ceste. Zabave Ravnikar prireja samo z enim namenom in sicer, da bi se prikupil vplivnim ljudem. Pri tem ne izbira sredstev in večkrat tudi izkoristi Evino lepoto. Podredi se okupatorju. Eva se mu le na videz podreja in mirno sprejema njegovo razkošje, v resnici pa se počuti zelo nezadovoljno in osamljeno, zato skuša to samoto napolniti z ljubeznijo do podeželskega zdravnika Vala, ki je bil prej v razmerju z njeno sestro Klavdijo. Ta je bila na vasi bolj priljubljena.
Eva se prostovoljno preda Nemcem, saj ne more več živeti zlaganega življenja, ki ji ga narekuje Evgen. S sestro mora tako skupaj v koncentracijsko taborišče, iz katerega pa se živa vrne samo Eva. Vrne se v manj bleščeči svet - na Sadjarsko cesto, kjer se zaljubi v partizanskega heroja Petra. Zdi pa se, da prebivalstvo še vedno ni pozabilo nanjo, saj njene prisotnosti ne prenaša. Prebivalci Sadjarske niso nikoli marali ljudi, ki so zasedali visoke položaje in imeli stike z nacisti.
Zgodba se zaključi z Evgenovim priznanjem, da ni pravično ravnal z ženo Evo in spoznanjem, kako težko bo njegovo življenje brez nje.

## Kritika
"Roman Ljudje z rdečim nebom je v svojem poteku in v svojih ciljih precej umetno skonstruiran tekst, često neizdelan in neprepričljiv, četudi ne gre zanikati dejstva, da je pisateljica z nekaterimi postavami razkrila del naše sedanje, z mnogimi mukami obremenjene eksistence. Še najbolj sugestivno je opisana njena vojna, takšna vojna torej, ko se protagonisti razgaljajo do veličine na eni in do strastnega egoizma na drugi strani in ko se odnosi med njimi sproščajo v najbolj neusmiljeno resničnost." (Šifrer 1988: 128)
"Kljub temu, da je roman Nade Matičičeve izpolnjen z dokaj abstraktnim reševanjem življenjskega smisla in z bizarnimi človeškimi odnosi, se vendar na mnogih straneh, zlasti še proti koncu, dotika čisto naše in čisto vsakdanje stvarnosti. Sem spada direktna kritika meščanstva, ki da mu je samo do zunanjega blišča in osebnega uveljavljanja, predvsem pa kritika naše povojne sodobne situacije. Ta kritika je le sporadična, nepoglobljena in se nekako plaho priključuje pisateljičinim abstraktnim življenjskim pojmovanjem." (Šifrer 1988: 127)